# Az MTK Budapest FC 2011–2012-es szezonja
Az MTK Budapest FC 2011–2012-es szezonja szócikk az MTK Budapest FC első számú férfi labdarúgócsapatának egy idényéről szól. A csapat ebben a szezonban az NB II Nyugati csoportjában szerepelt, ahol első helyezett lett és így feljutott az NB I-be. A klub fennállásának ekkor volt a 123. évfordulója.

## Mérkőzések
| Színmagyarázat | Színmagyarázat |
| -------------- | -------------- |
|                | Győzelem.      |
|                | Döntetlen.     |
|                | Vereség.       |

### Felkészülési mérkőzések
| 2012. január 31. |

| MTK Budapest  | 2 – 1               | Diósgyőr             |
| ------------- | ------------------- | -------------------- |
| Frank 85' 90' | (0 – 0) Jegyzőkönyv | Luque 67' (11-esből) |

| Promontor utcai stadion, Budafok Nézőszám: 100 Játékvezető: Antal Sz. (magyar) |

### NB II Nyugati csoport

#### Őszi fordulók
| 1. forduló 2011. augusztus 20. 17:30 |

| MTK Budapest                      | 1 – 0               | Budaörsi SC            |
| --------------------------------- | ------------------- | ---------------------- |
| Tischler 40' Vukmir 5' Nikházi 7' | (1 – 0) Jegyzőkönyv | Csengő 71' Horváth 78' |

| Hidegkuti Nándor Stadion, Budapest Nézőszám: 600 Játékvezető: Berke Balázs (magyar) |

| 2. forduló 2011. augusztus 28. 17:30 |

| Videoton II              | 1 – 2               | MTK Budapest                       |
| ------------------------ | ------------------- | ---------------------------------- |
| Szakály 90' Papucsek 87' | (0 – 1) Jegyzőkönyv | Zsidai 26' Tischler 67' Vadnai 42' |

| Felcsút Nézőszám: 500 Játékvezető: Solymosi Péter (magyar) |

| 3. forduló 2011. szeptember 3. 16:30 |

| MTK Budapest                      | 2 – 0               | BKV Előre                                                  |
| --------------------------------- | ------------------- | ---------------------------------------------------------- |
| Kanta 76' Könyves 82' Nikházi 71' | (0 – 0) Jegyzőkönyv | Miklósvári 15' Szabó 36' Csikós 66' Varga 68′ Baranyai 85' |

| Hidegkuti Nándor Stadion, Budapest Nézőszám: 500 Játékvezető: Veizer Roland (magyar) |

| 4. forduló 2011. szeptember 10. 19:00 |

| Gyirmót FC           | 1 – 3               | MTK Budapest                    |
| -------------------- | ------------------- | ------------------------------- |
| Weitner 84' Tóth 45' | (0 – 2) Jegyzőkönyv | Wolfe 8' Frank 28' Tischler 67' |

| Ménfői úti stadion, Győr Nézőszám: 1 100 Játékvezető: Bognár Tamás (magyar) |

| 5. forduló 2011. szeptember 17. 16:00 |

| MTK Budapest                    | 1 – 2               | FC Ajka                                                      |
| ------------------------------- | ------------------- | ------------------------------------------------------------ |
| Könyves 85' Hajdú 34′ Kanta 80' | (0 – 0) Jegyzőkönyv | Subicz 56' Mihalecz 65' Horváth 25' Szalai 72' Pothárn 90+2' |

| Hidegkuti Nándor Stadion, Budapest Nézőszám: 600 Játékvezető: Böcskei Balázs (magyar) |

| 6. forduló 2011. szeptember 24. 16:00 |

| Kozármisleny SE                          | 3 – 5               | MTK Budapest                                                                    |
| ---------------------------------------- | ------------------- | ------------------------------------------------------------------------------- |
| Nagy 12' Rácz 37' 37' Ato 66' Fellai 89' | (2 – 1) Jegyzőkönyv | Kanta 4' Nikházi 48' 77' Frank 53' Tischler 77' Wolfe 90' Vukmir 30' Molnár 52' |

| Kozármisleny Nézőszám: 400 Játékvezető: Bognár Tamás (magyar) |

| 7. forduló 2011. október 1. 15:00 |

| MTK Budapest                                 | 4 – 0               | Pálhalma SE                                         |
| -------------------------------------------- | ------------------- | --------------------------------------------------- |
| Ladányi 13' Pál 29' Nikházi 41' Tischler 80' | (3 – 0) Jegyzőkönyv | Márki 17' Nagy 48' Payeta 65' Cséza 80′ Salamon 88' |

| Hidegkuti Nándor Stadion, Budapest Nézőszám: 500 Játékvezető: Karakó Ferenc (magyar) |

| 8. forduló 2011. október 9. 15:00 |

| MTK Budapest                             | 5 – 1               | Veszprém FC                  |
| ---------------------------------------- | ------------------- | ---------------------------- |
| Tischler 3' Nikházi 8' Csiki 31' 66' 90' | (3 – 0) Jegyzőkönyv | De Paula 62' 60' Czvetkó 82' |

| Hidegkuti Nándor Stadion, Budapest Nézőszám: 500 Játékvezető: Radványi Ádám (magyar) |

| 9. forduló 2011. október 16. 14:30 |

| Paksi FC II             | 0 – 1               | MTK Budapest |
| ----------------------- | ------------------- | ------------ |
| Magasföldi 59' Nagy 87' | (0 – 0) Jegyzőkönyv | Csiki 88'    |

| Fehérvári úti stadion, Paks Nézőszám: 300 Játékvezető: Becséri Dániel (magyar) |

| 10. forduló 2011. október 22. 14:30 |

| MTK Budapest                    | 1 – 0               | FC Tatabánya        |
| ------------------------------- | ------------------- | ------------------- |
| Csiki 68' Wolfe 23' Nikházi 35' | (0 – 0) Jegyzőkönyv | Móri 49' Kovács 61' |

| Hidegkuti Nándor Stadion, Budapest Nézőszám: 1 000 Játékvezető: Oláh Gábor (magyar) |

| 11. forduló 2011. október 29. 14:30 |

| Bajai LSE                                                          | 1 – 4               | MTK Budapest                                             |
| ------------------------------------------------------------------ | ------------------- | -------------------------------------------------------- |
| Micskó 63' Nagy 43' Szauter 53' Burucz 76' Domokos 77' Forgács 79' | (0 – 2) Jegyzőkönyv | Nikházi 28' Kanta 34' Wolfe 59' Tischler 86' 79' Pál 45' |

| Vasvári Pál utcai sporttelep, Baja Nézőszám: 600 Játékvezető: Andó-Szabó Sándor (magyar) |

| 12. forduló 2011. november 5. 13:30 |

| MTK Budapest                          | 4 – 0               | Soproni VSE |
| ------------------------------------- | ------------------- | ----------- |
| Frank 48' Németh 58' Pölöskei 79' 90' | (0 – 0) Jegyzőkönyv |             |

| Hidegkuti Nándor Stadion, Budapest Nézőszám: 600 Játékvezető: Pánczél Krisztián (magyar) |

| 13. forduló 2011. november 23. 13:00 |

| Ferencváros II    | 0 – 1               | MTK Budapest                                        |
| ----------------- | ------------------- | --------------------------------------------------- |
| Tóth 18' Grúz 77' | (0 – 0) Jegyzőkönyv | Tischler 89' Vukmir 37' Könyves 43' Kálnoki Kis 84' |

| Albert Flórián Stadion, Budapest Nézőszám: 150 Játékvezető: Takács János (magyar) |

| 14. forduló 2011. november 19. 13:00 |

| MTK Budapest | 0 – 0               | Szigetszentmiklósi TK                          |
| ------------ | ------------------- | ---------------------------------------------- |
|              | (0 – 0) Jegyzőkönyv | Kvekveskiri 35' Szamosi 53' Csák 80' Haman 90' |

| Hidegkuti Nándor Stadion, Budapest Nézőszám: 500 Játékvezető: Karakó Ferenc (magyar) |

| 15. forduló 2011. november 27. 13:00 |

| Győri ETO II                     | 0 – 0               | MTK Budapest          |
| -------------------------------- | ------------------- | --------------------- |
| Střeštík 8' Köles 63' Németh 73' | (0 – 0) Jegyzőkönyv | Nikházi 32' Wolfe 73' |

| ETO Park, Győr Nézőszám: 300 Játékvezető: Becséri Dániel (magyar) |

#### Tavaszi fordulók
| 16. forduló 2012. május 9. 17:30 |

| Budaörsi SC                                   | 0 – 3               | MTK Budapest                                              |
| --------------------------------------------- | ------------------- | --------------------------------------------------------- |
| Tóth 40' Szvoboda 40' Pleván 44' Csobánki 77' | (0 – 1) Jegyzőkönyv | Kanta 7' Tischler 63' Balajti 80' Vukmir 48' Szekeres 58' |

| Budaörs Nézőszám: 400 Játékvezető: Radványi Ádám (magyar) |

| 17. forduló 2012. március 3. 14:30 |

| MTK Budapest        | 1 – 1               | Videoton II                                      |
| ------------------- | ------------------- | ------------------------------------------------ |
| Kálnoki Kis 57' 76' | (0 – 1) Jegyzőkönyv | Perić 9' 34' Molnár 72' Nikolić 76' Papucsek 80' |

| Hidegkuti Nándor Stadion, Budapest Nézőszám: 500 Játékvezető: Szőts Gergely (magyar) |

| 18. forduló 2012. március 11. 14:30 |

| BKV Előre                        | 0 – 4               | MTK Budapest                           |
| -------------------------------- | ------------------- | -------------------------------------- |
| Máj 29' Fazakas 59' Baranyai 75' | (0 – 3) Jegyzőkönyv | Tischler 18' 26' Frank 31' Könyves 52' |

| Sport utcai stadion, Budapest Nézőszám: 400 Játékvezető: Berger József (magyar) |

| 19. forduló 2012. március 18. 15:00 |

| MTK Budapest                                  | 1 – 1               | Gyirmót FC            |
| --------------------------------------------- | ------------------- | --------------------- |
| Kanta 74' Frank 48' Nikházi 76' Ladányi 90+2' | (0 – 0) Jegyzőkönyv | Kardos 81' Molnár 75' |

| Hidegkuti Nándor Stadion, Budapest Nézőszám: 1 200 Játékvezető: Bognár Tamás (magyar) |

| 20. forduló 2012. március 24. 15:00 |

| FC Ajka     | 0 – 1               | MTK Budapest |
| ----------- | ------------------- | ------------ |
| Gunther 65' | (0 – 0) Jegyzőkönyv | Tischler 56' |

| Városi Szabadidő- és Sportcentrum (Ajka), Ajka Nézőszám: 400 Játékvezető: Pintér Csaba (magyar) |

| 21. forduló 2012. április 1. 16:00 |

| MTK Budapest                                      | 1 – 0               | Kozármisleny SE                               |
| ------------------------------------------------- | ------------------- | --------------------------------------------- |
| Nikházi 78' Kálnoki Kis 33' Vadnai 80' Vukmir 85' | (0 – 0) Jegyzőkönyv | Vég 37' Koller 41' Tasselmájer 83' Pintér 87' |

| Hidegkuti Nándor Stadion, Budapest Nézőszám: 1 000 Játékvezető: Becséri Dániel (magyar) |

| 22. forduló 2012. április 7. 16:30 |

| Pálhalma SE | 1 – 2               | MTK Budapest                       |
| ----------- | ------------------- | ---------------------------------- |
| Kocsis 51'  | (0 – 2) Jegyzőkönyv | Tischler 37' Ladányi 38' Kanta 90' |

| Dunaújváros Nézőszám: 400 Játékvezető: Böcskei Balázs (magyar) |

| 23. forduló 2012. április 14. 16:30 |

| Veszprém FC                 | 0 – 1               | MTK Budapest            |
| --------------------------- | ------------------- | ----------------------- |
| Hevesi-Tóth 73' Bošnjak 78' | (0 – 0) Jegyzőkönyv | Tischler 68' Vukmir 39' |

| Veszprém Nézőszám: 300 Játékvezető: Berke Balázs (magyar) |

| 24. forduló 2012. április 21. 17:00 |

| MTK Budapest                                             | 5 – 0               | Paksi FC II |
| -------------------------------------------------------- | ------------------- | ----------- |
| Nikházi 16' Vass 26' Balajti 47' 86' Kanta 80' Wolfe 65' | (2 – 0) Jegyzőkönyv | Tamási 38'  |

| Hidegkuti Nándor Stadion, Budapest Nézőszám: 500 Játékvezető: Pánczél Krisztián (magyar) |

| 25. forduló 2012. április 28. 17:00 |

| FC Tatabánya                              | 1 – 3               | MTK Budapest                                            |
| ----------------------------------------- | ------------------- | ------------------------------------------------------- |
| Farkas 17' Simkó 10' Weitner 49' Móri 75' | (1 – 1) Jegyzőkönyv | Könyves 29' 50' 19' Vass 90+1' 78' Wolfe 52' Vukmir 88' |

| Grosics Gyula Stadion, Tatabánya Nézőszám: 800 Játékvezető: Takács János (magyar) |

| 26. forduló 2012. május 5. 17:30 |

| MTK Budapest                                | 2 – 3               | Bajai LSE                           |
| ------------------------------------------- | ------------------- | ----------------------------------- |
| Kanta 12' Tischler 28' Wolfe 55' Vukmir 80' | (2 – 2) Jegyzőkönyv | Mladen 32' 37' Lógó 70' Forgács 63' |

| Hidegkuti Nándor Stadion, Budapest Nézőszám: 1 000 Játékvezető: Szilasi Szabolcs (magyar) |

| 27. forduló 2012. május 12. 18:30 |

| Soproni VSE      | 1 – 1               | MTK Budapest          |
| ---------------- | ------------------- | --------------------- |
| Bersnjak 27' 84' | (1 – 1) Jegyzőkönyv | Kanta 24' 80' Gál 33' |

| Káposztás utcai Stadion, Sopron Nézőszám: 400 Játékvezető: Becséri Dániel (magyar) |

| 28. forduló 2012. május 19. 17:30 |

| MTK Budapest                                              | 7 – 1               | Ferencváros II                    |
| --------------------------------------------------------- | ------------------- | --------------------------------- |
| Balajti 6' 36' 63' 71' Vass 13' Kálnoki Kis 42' Hajdú 82' | (4 – 1) Jegyzőkönyv | Vass 38' 34' Batik 35' Vattai 89' |

| Hidegkuti Nándor Stadion, Budapest Nézőszám: 500 Játékvezető: Karakó Ferenc (magyar) |

| 29. forduló 2012. május 26. 18:00 |

| Szigetszentmiklósi TK    | 2 – 1               | MTK Budapest                                                               |
| ------------------------ | ------------------- | -------------------------------------------------------------------------- |
| Hullám 54' 80' Barna 58' | (0 – 0) Jegyzőkönyv | Pintér 83' Gál 47' Csikortás 53' Balajti 57' Groppioni 79′ Kálnoki Kis 82' |

| Szigetszentmiklós Nézőszám: 300 Játékvezető: Berger József (magyar) |

| 30. forduló 2012. június 3. 15:30 |

| MTK Budapest                   | 0 – 0               | Győri ETO II        |
| ------------------------------ | ------------------- | ------------------- |
| Sasa 28′ Gál 70' Csikortás 88' | (0 – 0) Jegyzőkönyv | Varga 65' Köles 89' |

| Hidegkuti Nándor Stadion, Budapest Nézőszám: 600 Játékvezető: Mészáros István (magyar) |

#### A bajnokság végeredménye
| #   | Csapat                   | M  | GY | D  | V  | G+ – G– | GK  | P  | Megjegyzések |
| --- | ------------------------ | -- | -- | -- | -- | ------- | --- | -- | ------------ |
| 1.  | MTK                      | 30 | 21 | 6  | 3  | 67–20   | +47 | 69 | NB I         |
| 2.  | Kozármisleny SE          | 30 | 17 | 4  | 9  | 50–30   | +20 | 55 |              |
| 3.  | Gyirmót FC               | 30 | 15 | 7  | 8  | 50–43   | +7  | 52 |              |
| 4.  | FC Ajka                  | 30 | 14 | 8  | 8  | 48–34   | +14 | 50 |              |
| 5.  | Tatabánya                | 30 | 15 | 6  | 9  | 50–34   | +16 | 49 |              |
| 6.  | Veszprém FC              | 30 | 13 | 8  | 9  | 44–37   | +7  | 47 |              |
| 7.  | Szigetszentmiklósi TK    | 30 | 12 | 9  | 9  | 52–38   | +14 | 45 |              |
| 8.  | Videoton-Puskás Akadémia | 30 | 10 | 11 | 9  | 38–35   | +3  | 41 |              |
| 9.  | Bajai LSE                | 30 | 10 | 7  | 13 | 46–50   | −4  | 37 |              |
| 10. | Ferencvárosi TC II       | 30 | 10 | 6  | 14 | 46–54   | −8  | 36 |              |
| 11. | BKV Előre SC             | 30 | 9  | 8  | 13 | 32–45   | −13 | 35 |              |
| 12. | Paksi FC II              | 30 | 7  | 10 | 13 | 27–41   | −14 | 31 |              |
| 13. | Győri ETO FC II          | 30 | 7  | 9  | 14 | 37–49   | −12 | 30 |              |
| 14. | Soproni VSE              | 30 | 7  | 9  | 14 | 28–52   | −24 | 30 | NB III       |
| 15. | Dunaújváros PASE         | 30 | 8  | 4  | 18 | 25–58   | −33 | 28 | NB III       |
| 16. | Budaörsi SC              | 30 | 7  | 4  | 19 | 37–57   | −20 | 25 | NB III       |

Utolsó frissítés: 2012. június 17. 
Forrás: MLSZ adatbank 
A rangsorolás alapszabályai: 1. összpontszám, 2. győzelmek száma, 3. gólkülönbség, 4. szerzett gólok száma, 5. egymás elleni eredmények összpontszáma,  6. egymás elleni eredmények gólkülönbsége, 7. egymás elleni eredmények szerzett góljainak száma, 8. egymás elleni eredmények idegenben szerzett góljainak száma.
A Tatabányától két pontot levontak.
(B): Bajnokcsapat, (K): Kieső csapat, (F): Feljutó csapat, (I): Kupainduló, (R): A rájátszás győztese, (KGY): Kupagyőztes

#### Eredmények összesítése
Az alábbi táblázatban összesítve szerepelnek az MTK Budapest 2011/12-es bajnokságban elért eredményei.
| Ősz/tavasz (forduló)    | Otthon | Otthon | Otthon | Otthon | Otthon | Otthon | Otthon | Idegenben | Idegenben | Idegenben | Idegenben | Idegenben | Idegenben | Idegenben |
| Ősz/tavasz (forduló)    | M      | GY     | D      | V      | LG–KG  | GK     | P      | M         | GY        | D         | V         | LG–KG     | GK        | P         |
| ----------------------- | ------ | ------ | ------ | ------ | ------ | ------ | ------ | --------- | --------- | --------- | --------- | --------- | --------- | --------- |
| Őszi szezon (1–15.)     | 8      | 6      | 1      | 1      | 18–3   | +15    | 19     | 7         | 6         | 1         | 0         | 16–6      | +10       | 19        |
| Tavaszi szezon (16–30.) | 7      | 3      | 3      | 1      | 17–6   | +11    | 12     | 8         | 6         | 1         | 1         | 16–5      | +11       | 19        |
| Összesen (1–30.)        | 15     | 9      | 4      | 2      | 35–9   | +26    | 31     | 15        | 12        | 2         | 1         | 32–11     | +21       | 38        |

#### Helyezések fordulónként
| Forduló  | 1  | 2  | 3  | 4  | 5 | 6  | 7  | 8  | 9  | 10 | 11 | 12 | 13 | 14 | 15 | 16 | 17 | 18 | 19 | 20 | 21 | 22 | 23 | 24 | 25 | 26 | 27 | 28 | 29 | 30 |
| -------- | -- | -- | -- | -- | - | -- | -- | -- | -- | -- | -- | -- | -- | -- | -- | -- | -- | -- | -- | -- | -- | -- | -- | -- | -- | -- | -- | -- | -- | -- |
| Helyszín | O  | I  | O  | I  | O | I  | O  | O  | I  | O  | I  | O  | I  | O  | I  | I  | O  | I  | O  | I  | O  | I  | I  | O  | I  | O  | I  | O  | I  | O  |
| Eredmény | GY | GY | GY | GY | V | GY | GY | GY | GY | GY | GY | GY | GY | D  | D  | GY | D  | GY | D  | GY | GY | GY | GY | GY | GY | V  | D  | GY | V  | D  |
| Helyezés | 7  | 3  | 2  | 2  | 2 | 1  | 1  | 1  | 1  | 1  | 1  | 1  | 1  | 1  | 1  | 1  | 1  | 1  | 1  | 1  | 1  | 1  | 1  | 1  | 1  | 1  | 1  | 1  | 1  | 1  |

Helyszín: O = Otthon; I = Idegenben. Eredmény: GY = Győzelem; D = Döntetlen; V = Vereség.

#### Dobogós gólszerzők
A táblázatban csak a bajnokságban szerzett gólok vannak feltüntetve.
| Név             | Gól |
| --------------- | --- |
| Tischler Patrik | 15  |
| Kanta József    | 8   |
| Balajti Ádám    | 7   |

### Magyar kupa
| 2. forduló 2011. augusztus 13. 17:00 |

| Diósdi TC | 0 – 4               | MTK Budapest                                  |
| --------- | ------------------- | --------------------------------------------- |
| Kozma 68' | (0 – 2) Jegyzőkönyv | Kanta 25' Molnár 30' Tischler 47' Könyves 82' |

| Diósd Játékvezető: Pánczél Krisztián (magyar) |

| 3. forduló 2011. szeptember 21. 17:30 |

| MTK Budapest                                          | 4 – 0               | REAC      |
| ----------------------------------------------------- | ------------------- | --------- |
| Molnár 20' Csiki 22' Kanta 33' Frank 37' Pölöskei 67' | (4 – 0) Jegyzőkönyv | Cseri 78' |

| Hidegkuti Nándor Stadion, Budapest Nézőszám: 100 Játékvezető: Erdős József (magyar) |

| 4. forduló 2011. október 26. 14:00 |

| Balmazújváros                             | 1 – 2               | MTK Budapest                                                                                      |
| ----------------------------------------- | ------------------- | ------------------------------------------------------------------------------------------------- |
| Urbin 49' Ludánszki 10' Kiss 36' Oláh 87′ | (0 – 0) Jegyzőkönyv | Kanta 53' Tischler 88' Vukmir 13' Nikházi 32' Wolfe 48′ Szekeres 75' Kálnoki Kis 81' Zsidai 90+2′ |

| Balmazújváros Nézőszám: 800 Játékvezető: Németh Ádám (magyar) |

| 5. forduló Első mérkőzés 2011. november 30. 17:30 |

| MTK Budapest                           | 0 – 1               | Pécsi MFC                                            |
| -------------------------------------- | ------------------- | ---------------------------------------------------- |
| Németh 9' Kálnoki Kis 39' Szekeres 65' | (0 – 0) Jegyzőkönyv | Regedei 66' Zeljkovič 37' Todorović 39' Fröhlich 61' |

| Hidegkuti Nándor Stadion, Budapest Nézőszám: 400 Játékvezető: Iványi Zoltán (magyar) |

| 5. forduló Visszavágó 2011. december 3. 16:00 |

| Pécsi MFC                                                           | 1 – 2               | MTK Budapest                                 |
| ------------------------------------------------------------------- | ------------------- | -------------------------------------------- |
| Nagy 89' Todorović 19' Bajzát 63' Simonfalvi 90+2' Šćepanović 90+2' | (0 – 1) Jegyzőkönyv | Vadnai 15' Németh 68' Frank 78' Szekeres 85' |

| PMFC Stadion, Pécs Nézőszám: 2 000 Játékvezető: Oláh Gábor (magyar) |

| 6. forduló Első mérkőzés 2012. február 25. 14:00 |

| Békéscsaba 1912 Előre                       | 0 – 3               | MTK Budapest                           |
| ------------------------------------------- | ------------------- | -------------------------------------- |
| Balázs 29' Leucuţă 40' Farkas 44' Makra 80' | (0 – 2) Jegyzőkönyv | Tischler 15' Könyves 32' Kanta 78' 38' |

| Kórház utcai stadion, Békéscsaba Nézőszám: 1 500 Játékvezető: Veizer Roland (magyar) |

| 6. forduló Visszavágó 2012. március 14. 17:30 |

| MTK Budapest                                       | 3 – 0               | Békéscsaba 1912 Előre                |
| -------------------------------------------------- | ------------------- | ------------------------------------ |
| Könyves 33' Gál 70' 47' Molnár 88' 89' Ladányi 63' | (1 – 0) Jegyzőkönyv | Mészáros 14' Kerekes 85′ Sárkány 90' |

| Hidegkuti Nándor Stadion, Budapest Nézőszám: 300 Játékvezető: Kiss Norbert (magyar) |

| 7. forduló Elődöntő Első mérkőzés 2012. március 21. 17:00 |

| MTK Budapest                                                                            | 2 – 3               | Videoton                                                 |
| --------------------------------------------------------------------------------------- | ------------------- | -------------------------------------------------------- |
| Kónyves 6' 26' Frank 31' Kanta 49' Balajti 68' Kálnoki Kis 84' Ladányi 86′ Zsidai 90+1' | (2 – 0) Jegyzőkönyv | Nikolics 52' 85' Torghelle 63' Oliveira 35' Szolnoki 89' |

| Hidegkuti Nándor Stadion, Budapest Nézőszám: 600 Játékvezető: Fábián Mihály (magyar) |

| 7. forduló Elődöntő Visszavágó 2012. április 10. 18:00 |

| Videoton                    | 0 – 2               | MTK Budapest                                                             |
| --------------------------- | ------------------- | ------------------------------------------------------------------------ |
| Fernández 81′ Torghelle 84' | (0 – 2) Jegyzőkönyv | Kanta 22' Tischler 31' 72′ Vadnai 14' Zsidai 59' Könyves 60' Nikházi 81′ |

| Sóstói Stadion, Székesfehérvár Nézőszám: 1 200 Játékvezető: Farkas Ádám (magyar) |

| 8. forduló Döntő 2012. március 21. 18:00 |

| MTK Budapest                                            | 3 – 3                         | Debreceni VSC                                               |
| ------------------------------------------------------- | ----------------------------- | ----------------------------------------------------------- |
| Kónyves 45' Ladányi 62' Zsidai 87' Vukmir 12' Wolfe 71' | (1 – 0) Jegyzőkönyv Részletek | Bouadla 51' Szakály 55' 89' Nikolov 60′ Nagy 80' Korhut 94' |

| Puskás Ferenc Stadion, Budapest Nézőszám: 5 000 Játékvezető: Szabó Zsolt (magyar) |

- Büntetőkkel a Debreceni VSC nyerte meg a kupát (7 – 8).

### Ligakupa

#### C csoport
| 1. forduló 2011. augusztus 31. 17:00 |

| MTK Budapest                                   | 1 – 0               | Videoton                                |
| ---------------------------------------------- | ------------------- | --------------------------------------- |
| Könyves 73' Ladányi 70' Kanta 75' Szekeres 81' | (0 – 0) Jegyzőkönyv | Margitics 18' Nikolics 29' Vinícius 62' |

| Hidegkuti Nándor Stadion, Budapest Játékvezető: Miquel Alvaro Garcia (chilei) Asszisztensek: Farkas Balázs Butkai Zsolt |

| 2. forduló 2011. szeptember 7. 17:30 |

| Budapest Honvéd                                        | 0 – 2               | MTK Budapest                     |
| ------------------------------------------------------ | ------------------- | -------------------------------- |
| Gengeliczki 23' Johnson 37' Kostoláni 74' Kapacina 86' | (0 – 2) Jegyzőkönyv | Kelemen 28' Frank 41' Molnár 25' |

| Bozsik József Stadion, Budapest Játékvezető: Lovas László (magyar) |

| 3. forduló 2011. október 5. 15:00 |

| MTK Budapest                                            | 2 – 1               | Gyirmót                                                               |
| ------------------------------------------------------- | ------------------- | --------------------------------------------------------------------- |
| Tischler 54' Csiki 61' Gál 12' Vukmir 29' Ladányi 90+1' | (0 – 0) Jegyzőkönyv | Tóth N. 69' Pirka 36' Horváth 47' Tóth B. 53′ Domanyik 58' Polyák 81' |

| Hidegkuti Nándor Stadion, Budapest Játékvezető: Fenyvesi Szabolcs (magyar) |

| 4. forduló 2011. október 12. 17:00 |

| Gyirmót                                             | 1 – 1               | MTK Budapest                    |
| --------------------------------------------------- | ------------------- | ------------------------------- |
| Vukmir 45' (öngól) Cseri 52' Polyák 72' Horváth 74' | (1 – 0) Jegyzőkönyv | Vass 79' Könyves 54′ Zsidai 68' |

| Ménfői úti stadion, Győr Játékvezető: Berke Balázs (magyar) |

| 5. forduló 2011. november 9. 13:30 |

| MTK Budapest      | 0 – 3               | Budapest Honvéd                                                |
| ----------------- | ------------------- | -------------------------------------------------------------- |
| Kanta 58' Gál 79' | (0 – 2) Jegyzőkönyv | Danilo 21' Torghelle 37' Abass 89' Bjelkanović 4' Lovrić 90+2' |

| Hidegkuti Nándor Stadion, Budapest Játékvezető: Kulcsár Katalin (magyar) |

| 6. forduló 2011. november 16. 18:00 |

| Videoton | 0 – 0               | MTK                    |
| -------- | ------------------- | ---------------------- |
|          | (0 – 0) Jegyzőkönyv | Ladányi 85' Vukmir 35' |

| Sóstói Stadion, Székesfehérvár Nézőszám: 300 Játékvezető: Berke Balázs (magyar) Asszisztensek: Huszár Balázs Kóbor Péter |

#### A C csoport végeredménye
| Csapat           | M | Gy | D | V | G+ | G– | Gk | P  |
| ---------------- | - | -- | - | - | -- | -- | -- | -- |
| Videoton         | 6 | 3  | 2 | 1 | 11 | 7  | +4 | 11 |
| MTK Budapest     | 6 | 3  | 2 | 1 | 6  | 5  | +1 | 11 |
| Gyirmót          | 6 | 2  | 1 | 3 | 8  | 8  | 0  | 7  |
| Budapest Honvéd* | 6 | 1  | 1 | 4 | 9  | 14 | –5 | 4  |

- A Budapest Honvédtól az MLSZ 4 pontot levont.[3]

#### Negyeddöntő
| Első mérkőzés 2012. február 21. 13:00 |

| MTK Budapest                            | 2 – 2               | Kecskeméti TE                            |
| --------------------------------------- | ------------------- | ---------------------------------------- |
| Tischler 64' (11-esből) 83' Könyves 67' | (0 – 1) Jegyzőkönyv | Bori 4' Litsingi 71' Ebala 63' Čukić 88' |

| Budafok Játékvezető: Radványi Ádám (magyar) |

| Visszavágó 2012. március 7. 18:00 |

| Kecskeméti TE          | 1 – 0               | MTK Budapest |
| ---------------------- | ------------------- | ------------ |
| Litsingi 74' Čukić 17' | (0 – 0) Jegyzőkönyv | Macura 77'   |

| Széktói Stadion, Kecskemét Nézőszám: 500 Játékvezető: Szabó Zsolt (magyar) |